# محمدشاه یکم (سلجوقیان کرمان)
مغیث‌الدین و الدنیا محمدشاه یکم، هفتمین حاکم قاوردی کرمان و پسر ارسلان‌شاه یکم بود که بعد از مرگ پدر در سال ۵۳۷ هجری به قدرت رسید. در طول حکومت وی، پیشرفت‌های بزرگی در زمینه علمی در کرمان رخ داد و همچنین وی توانست حمله سلجوقیان بزرگ به کرمان را دفع کند. وی سرانجام در سال ۵۵۱ هجری درگذشت.